# Lwaxana Troi
Lwaxana Troi è un personaggio immaginario ricorrente dell'universo fantascientifico di Star Trek. Appare nelle serie televisive Star Trek: The Next Generation e Star Trek: Deep Space Nine, in numerosi romanzi dell'universo espanso pubblicati dalla Pocket Books, divisione della Simon & Schuster, e in alcuni videogiochi. È interpretata da Majel Barrett, moglie di Gene Roddenberry e già interprete del Numero Uno nel primo pilota della serie classica Lo zoo di Talos; dell'infermiera Christine Chapel nella serie classica; della voce del computer delle astronavi dalla serie classica fino a Enterprise; oltre che doppiatrice di una pletora di personaggi nella serie animata e nei videogiochi del franchise.
Lwaxana Troi è un'ambasciatrice betazoide, madre del consigliere dell'Enterprise Deanna Troi. Il suo titolo completo è "Figlia della Quinta Casa, detentrice del Sacro Calice di Rixx, erede del Sacro Anello di Betazed". Spesso usa le sue capacità telepatiche sugli altri per provocare discussioni e mettere in imbarazzo gli altri.
È uno dei personaggi ricorrenti di The Next Generation e Deep Space Nine ed è considerata uno dei personaggi più oltraggiosi di Star Trek. È anche uno dei personaggi cui i fan di Star Trek sono maggiormente affezionati, considerandola la "zia dello spazio" o, come l'ha definita lo stesso Roddenberry, "la zietta della galassia". Il suo stile caratteristico da "gran dama"  e i suoi abiti lamé da "drag queen" ne fanno un personaggio dotato di una forte componente camp.

## Storia del personaggio

### Universo canonico
Donna passionale, ha avuto una serie di relazioni amorose e matrimoni durante la propria vita. Il suo primo matrimonio è avvenuto con un amico del collega diplomatico betazoide Rheittan Grax. Nel 2328 ha sposato l'Umano Ian Andrew Troi, tenente della Flotta Stellare. Da questo matrimonio, duraturo e stabile, ha avuto due figlie: Kestra, nel 2329, e Deanna, nel 2336, divenuta in seguito consigliere della Flotta Stellare. Kestra morì annegata nel 2337 e il dolore per la perdita della figlia spinse Lwaxana a cancellare ogni ricordo, distruggendo ogni documento e rimuovendola dal proprio metaconscio betazoide. Alla morte del marito, avvenuta nel 2343, Lwaxana ha adottato uno stile di vita disinibito e civettuolo, cosa che ha finito per irritare e allontanare la figlia Deanna.
Durante la missione della figlia Deanna a bordo dell'USS Enterprise D, ha flirtato più volte, con grande imbarazzo da parte della stessa Deanna, con il di lei ex-amante e futuro marito William T. Riker e, soprattutto, con il capitano della nave, Jean-Luc Picard. L'ultimo matrimonio in ordine temporale è avvenuto col Tavniano Jeyal, da cui ha avuto un figlio maschio, ma dal quale si è separata fingendo una relazione con Odo, verso il quale ha dimostrato più volte un interesse romantico, così da sfuggire all'usanza tavniana della netta separazione tra i sessi, che l'avrebbe condotta alla separazione dal figlio.
Si è inoltre innamorata di un barista olografico e ha dimostrato interessi romantici nei confronti del dottor Timici, uno scienziato di Kaelon IV, e con il ministro Campio di Kostolain. Le sue interazioni con Alexander Rozhenko suggeriscono inoltre che lei possieda un effetto benefico sui bambini.
Nel 2365 ha sventato un attentato terroristico da parte degli Antedeani, durante il suo lavoro come ambasciatrice alla Conferenza di Pace, ed è riuscita, grazie alla propria astuzia, a sottrarsi alla cattività, quando fu rapita dal Daimon ferengi Tog nel 2366.
Per gran parte della propria vita è stata servita dal Signor Homn, un servitore muto, che era succeduto al precedente servitore, il signor Xelo, licenziato per i flirt che aveva con Lwaxana.
Lwaxana Troi ha un carattere anticonformista, ribelle e preferisce seguire i propri impulsi, piuttosto che sottostare ad autorità e tradizioni che non appartengono alla sua cultura. Priva di tatto, mette costantemente in imbarazzo la figlia Deanna, il capitano Picard, Odo o quanti altri si trovino oggetto delle sue attenzioni affettive, ma è dotata anche di una gran gioia di vivere.

### Universo espanso
Nel romanzo Q-in-Law di Peter David, Lwaxana dimostra un interesse sentimentale per Q, che sembra inizialmente ricambiato, ma in realtà Q sta solo usando Lwaxana per dimostrare l'inutilità dei sentimenti umani.
Nel romanzo The Insolence of Office di William Leisner, pubblicato nel 2007 nella serie Slings and Arrows, nel 2372 Lwaxana dà alla luce un figlio maschio che chiama Barin, che significa Piccolino (in inglese Little One), in lingua tavniana.
Nel racconto The Ceremony of Innocence is Drowned, contenuti nell'antologia Tales of the Dominion War, scritto da Keith R.A. DeCandido nel 2004, quando il Dominio prende il pianeta Betazed, la casa avita di Lwaxana Troi viene distrutta e il signor Home viene ucciso per proteggere il giovane Barin.
Nel romanzo The Battle of Betazed di Charlotte Douglas, del 2002, Lwaxana entra a far parte del movimento di resistenza di Betazed per resistere all'occupazione da parte del Dominio. Lwaxana e Deanna escogitano inoltre un sistema per sconfiggere i Jem'Hadar utilizzando la tecnica telepatica per uccidere sviluppata dal betazoide assassino Hent Tevron, portando alla liberazione del pianeta.
Nel videogioco Star Trek Online Lwaxana risulta ancora viva e attiva come ambasciatrice nell'anno 2410.

## Sviluppo
Prima di lavorare a Star Trek, Gene Roddenberry sviluppò vari piloti televisivi per la Screen Gems. Una tra le attrici cui fece un'audizione era Majel Leigh Hudec, che più tardi avrebbe adottato lo pseudonimo di Majel Barrett. In seguito i due divennero prima amici e poi amannti, dal momento che Roddenberry all'epoca era ancora sposato con Eileen Anita Rexroat, dalla quale aveva avuto due figlie. Durante lo sviluppo del primo pilota per Star Trek, Lo zoo di Talos (The Cage), Roddenberry scrisse la parte del Numero Uno (il primo ufficiale dell'Enterprise), specificamente per la Barrett. Il che causò reazioni negative da parte della NBC ad accettare per la parte un'attrice pressoché sconosciuta.
Dopo che il pilota venne rifiutato, venne prodotto un secondo pilota. Ciò viene normalmente giustificato asserendo che il network televisivo non voleva una donna come primo ufficiale dell'Enterprise, ma Solow sostiene che "a nessuno piaceva come lei recitava... era una donna simpatica, ma la realtà era che non sapeva recitare". Il secondo pilota, Oltre la galassia (Where No Man Has Gone Before), ebbe successo e portò alla produzione della serie Star Trek. Alla Barrett venne affidato il compito di prestare la voce al computer dell'Enterprise, ma chiese a Roddenberry di essere inserita nel cast principale.
Dopo aver visto la proposta iniziale per l'episodio Gli androidi del dottor Korby, la Barrett pensò di essere adatta per interpretare la parte della donna che andava nello spazio alla ricerca del proprio fidanzato. Si ossigenò i capelli diventando bionda, per meglio adattarsi al personaggio. La Barrett e Roddenberry ebbero così l'idea di farla passare per un'altra attrice senza che i dirigenti della NBC se ne accorgessero, facendola rientrare nella serie. Così il personaggio di Christine Ducheaux venne di conseguenza cambiato in quello dell'infermiera Christine Chapel da Roddenberry, come gioco di parole con la Cappella Sistina (in inglese Sistine Chapel). Nessun'altra attrice venne presa in considerazione per il ruolo.
In un'intervista del 1988 Majel Barrett dichiarò che non era per nulla affezionata al personaggio dell'infermiera Chapel, nel quale non vedeva alcun futuro (il personaggio invece ritornerà nella serie del 2022 Star Trek: Strange New Worlds), ma era molto più legata al personaggio di Lwaxana Troi, che considerava una sorta di "zietta della galassia", oltre che un personaggio molto più divertente, che si divertiva a impersonare.
Il personaggio di Lwaxana Troi viene inserito almeno una volta in ogni stagione di The Next Generation e Star Trek: Deep Space Nine, per nove anni consecutivi, la sola stagione di The Next Generation in cui non appare è la sesta, ma durante la medesima stagione televisiva del 1992-1993 appare in Star Trek: Deep Space Nine. Dopo la fine di The Next Generation appare ancora nella terza e quarta stagione di Star Trek: Deep Space Nine, concludendo nel 1996 con l'episodio La musa (The Muse).

## Interpreti

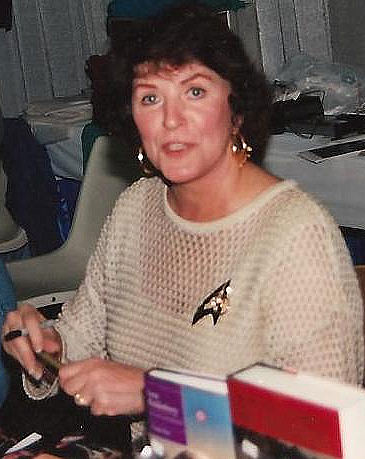
Majel Barrett, interprete di Lwaxana Troi

Lwaxana Troi è stata interpretata da Majel Barrett, moglie del creatore di Star Trek Gene Roddenberry, che ha interpretato altri personaggi iconici del franchise, quali il Numero Uno, nel primo pilota della serie classica Lo zoo di Talos (The Cage); l'infermiera Christine Chapel, nella serie classica e in due film da essa tratti; oltre ad aver dato la voce al computer della navi stellari dalla serie classica a Enterprise e a una pletora di personaggi della serie animata e dei videogiochi.
Il personaggio appare negli episodi di Star Trek: The Next Generation: Haven (Haven, 1987), Caccia all'uomo (Manhunt, 1989), Il rapimento (Ménage à Troi, 1990), Una vita a metà (Half a Life, 1991), Il prezzo della vita (Cost of Living, 1992) e La porta chiusa (Dark Page, 1993). Ritorna poi nella serie Star Trek: Deep Space Nine, negli episodi: Il cucciolo (The Forsaken, 1993), Incantesimo d'amore (Fascination, 1994) e La musa (The Muse, 1996).
Nell'edizione italiana di The Next Generation viene doppiata in italiano da Miranda Bonansea (episodio Haven) e da Marzia Ubaldi (episodi Caccia all'uomo, Il rapimento, Una vita a metà, Il prezzo della vita, La porta chiusa). Mentre in quella di Deep Space Nine viene doppiata in italiano da Noemi Gifuni (episodi Il cucciolo e Incantesimo d'amore) e da Daniela Nobili (episodio La musa).

## Accoglienza
Keith R.A. DeCandido su Tor.com, recensisce poco favorevolmente l'episodio della prima stagione di The Next Generation, Haven (Haven, 1987), definendolo "sessista", poiché mette in scena valori già antiquati nel 1987, quali la moglie che deve seguire il marito una volta sposata. Secondo DeCandido, l'unica cosa in grado di salvare l'episodio è l'apparizione di Majel Barrett, nei panni della matriarca Lwaxana Troi, che sistema le cose e pone le basi per le sue successive apparizioni e per il successivo flirtare con il Capitano Picard. DeCandido non recensisce favorevolmente neppure l'episodio successivo in cui appare Lwaxana nella seconda stagione di The Next Generation, Caccia all'uomo (Manhunt, 1989), definendolo "piuttosto terribile" e avanzando il timore che il personaggio possa venire sviluppato male. Nell'episodio, sostiene DeCandido, Lwaxana appare inetta e totalmente avulsa alla tecnologia del XXIV secolo, rendendosi così ridicola.
CBR.com ha classificato Lwaxana Troi al 6º posto nella lista dei Personaggi più oltraggiosi di Star Trek.

## Filmografia

### Televisione
- Star Trek: The Next Generation - serie TV, 6 episodi (1987-1993)
- Star Trek: Deep Space Nine - serie TV, episodi 1x16-3x10-4x20 (1993-1996)

## Libri (parziale)

### Romanzi
- (EN) Peter David, Q-in-Law, collana Star Trek: The Next Generation, Pocket Books, 1991.
- (EN) Peter David, Imzadi, collana Star Trek: The Next Generation, Pocket Books, 1992, ISBN 978-0-671-86729-4.
- (EN) Peter David, Imzadi II, collana Star Trek: The Next Generation - Triangle, Pocket Books, 2000, ISBN 0743420713.
- (EN) Charlotte Douglas, The Battle of Betazed, collana Star Trek: The Next Generation, Pocket Books, 2002.
- (EN) Keith R.A. DeCandido, The Ceremony of Innocence is Drowned, in Keith R.A. DeCandido (a cura di), Tales of the Dominion War, collana Star Trek, Pocket Book, 2004.
- (EN) Christie Golden, Old Wounds, collana Star Trek: Voyager - Spirit Walks, Simon & Schuster, 2004, ISBN 0743492587.
- (EN) Keith R. A. DeCandido, Articles of the Federation, collana Star Trek, Pocke Books, 2005, ISBN 1416500154.
- (EN) Michael A. Martin e Andy Mangels, Taking Wings, collana Star Trek Titan, Pocket Books, 2005, ISBN 0743496272.
- (EN) William Leisner, The Insolence of Office, collana Star Trek: The Next Generation - Slings and Arrows, Pocket Books, 2007.
- (EN) Geoffrey Thorne, The Sword of Damocles, collana Star Trek Titan, 2007, ISBN 1416526943.
- (EN) Christopher L. Bennett, Grater than the Sum, collana Star Trek: The Next Generation, Gallery Books, 2008, ISBN 1501107178.
- (EN) Christopher L. Bennett, Over a Torrent Sea, collana Star Trek Titan, Pocket Books, 2009, ISBN 1416594973.
- (EN) William Leisner, Losing the Peace, collana Star Trek: The Next Generation, Pocket Books, 2009, ISBN 9781439107867.
- (EN) Bernd Perplies e Christian Humberg, The Root of All Rage, collana Star Trek Prometheus, Titan Books, 2018, ISBN 9781785656514.

## Videogiochi
- Star Trek Online (2010)
- Star Trek Trexels (2013)
- Star Trek Timelines (2020)